# Барзах

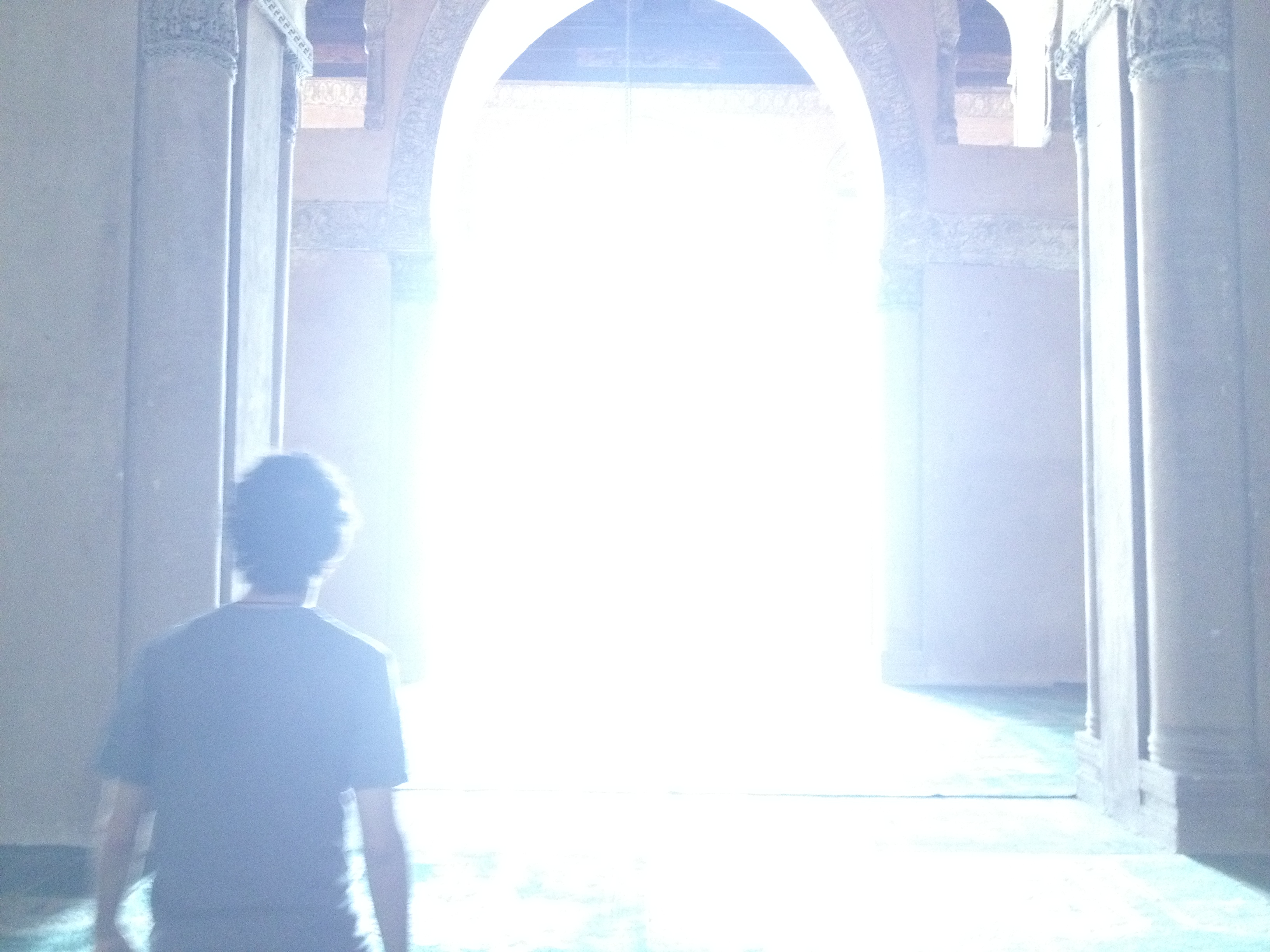
Барзах: «Перешийок» між цим світом та наступним

Барзах (араб.  — перешкода) — в ісламській есхатології проміжний стан, у якому перебуває людська душа в період між смертю та днем воскресіння. Згадується в Корані.

## Етимологія
Слово барзах в арабській мові має значення «вододіл», «вузький канал», що «розділяє моря» . У цьому значенні слово «барзах» вжито в аяті Корану: " Він змішав два моря, які зустрічаються одне з одним. Між ними існує перешкода (барзах), яку вони не можуть переступити. Яку ж з милостей вашого Господа ви вважаєте брехнею? ".

## Огляд
В ісламській есхатології існують чотири стадії існування людської душі:
1. життя до народження;
2. земне життя (дуня);
3. життя після смерті (барзах);
4. останнє життя, яка складається з вічного життя в раю або в пеклі (ахірат).

Барзахом також називається місце, де перебувають душі померлих до Судного дня (Киями). Залежно від того, які справи робила людина, його душа перебуватиме в барзасі до дня Воскресіння (бас бад аль-маут) або в блаженстві, або в стражданнях (азаб аль-кабр). У цьому значенні термін барзах зустрічається в коранічному аяті: Коли ж смерть підступає до когось з них, він говорить: Господи! Поверни мене назад. Можливо, я зроблю праведні вчинки, які я відкинув». Але ні! Це лише слова, які він вимовляє. За ними буде перешкода аж до того дня, коли вони будуть воскреслені. ". З цього аяту також випливає, що душі померлих людей залишають тіла і перебувають у особливому місці, яке називається «барз». У день Страшного суду душі повернуться до своїх тіл і постануть перед Божим судом .
Інформація про життя душ у барзасі в ісламських першоджерелах мізерна, тому справжня сутність та подробиці цього життя для мусульман недоступні .